# Apolemiidae
Apolemiidae è una famiglia di Siphonophora. Secondo altri ordinamenti tassonomici apparterrebbe inoltre al sottordine Physophorae.

## Famiglie
- Apolemia (Eschscholtz, 1829)
- Ramosia (Stepanjants, 1967)
- Tottonia